# 巴伐利亞人民邦
巴伐利亞人民邦（德語：Volksstaat Bayern）是德國十一月革命時於巴伐利亞短暫存在的社會主義國家，並試圖取代巴伐利亞王國。該政權由庫爾特·艾斯納領導，直到他於1919年2月21日被暗殺，与其对立的政权巴伐利亞蘇維埃共和國于1919年4月7日成立，时任政府流亡至班贝格。在巴伐利亞自由邦成立後，該政權宣告解體。